# آریانا فونتانا
آریانا فونتانا (ایتالیایی: Arianna Fontana؛ زادهٔ ۱۴ آوریل ۱۹۹۰) اسکیت‌باز سرعت اهل ایتالیا است.